# Pivovar Pragovar
Pivovar Pragovar (Nový parostrojní pivovar Horní Krč J. Tomášů) v Praze-Krči je bývalý pivovar, který stojí mezi ulicemi Vídeňská a V Podzámčí u Jižní spojky.

## Historie
Pivovar byl založen v roce 1841 při hospodářském dvoře v Horní Krči, který patřil Náboženské matici. V 80. letech 19. století jej noví vlastníci, rodina Tomášů, přestavěli a rozšířili. V té době stoupla roční výroba piva až na 18000 hektolitrů. Po skončení 1. světové války převzala podnik firma „Pivovar československých legií v Praze“, která se roku 1923 přetransformovala v akciovou společnost Pragovar. Spolu s pivovarem vlastnila firma i jeho příslušenství, hospodářský dvůr, park a ovocný sad. Areál prošel rekonstrukcí a byla postavena nová sladovna.
Během 2. světové války byl provoz zastaven, po jejím skončení se na krátkou dobu pivo vařilo, definitivně byl ukončen v roce 1947. Objekt poté sloužil k výrobě ovocných šťáv a sirupů.

## Popis
Roční výstav v roce 1925 byl 30000 hl piva, později vystoupal až na rekordních 50000 hl piva za rok. Vařily se zde například piva Český Salvator, Sakura, Pragovar, Karamel, Richterův ležák nebo černý speciál Malvaz.